# Черторыйский детинец
Черторыйский детинец — детинец древнерусского Черторыйска на Волыни (ныне село Старый Чарторыйск), впервые упомянутого в летописи под 1100 годом.  Располагался на мысу, поднимающемся над старым руслом реки Стыр по левому берегу. От укреплённой части Черторыйска ныне сохранилось городище округлой формы диаметром 110 м. Площадка окружена валом высотой 5 м, отсутствующим только в юго-восточной части, обращённой к реке. С западной и северной стороны детинец был защищён рвом и оврагом. 

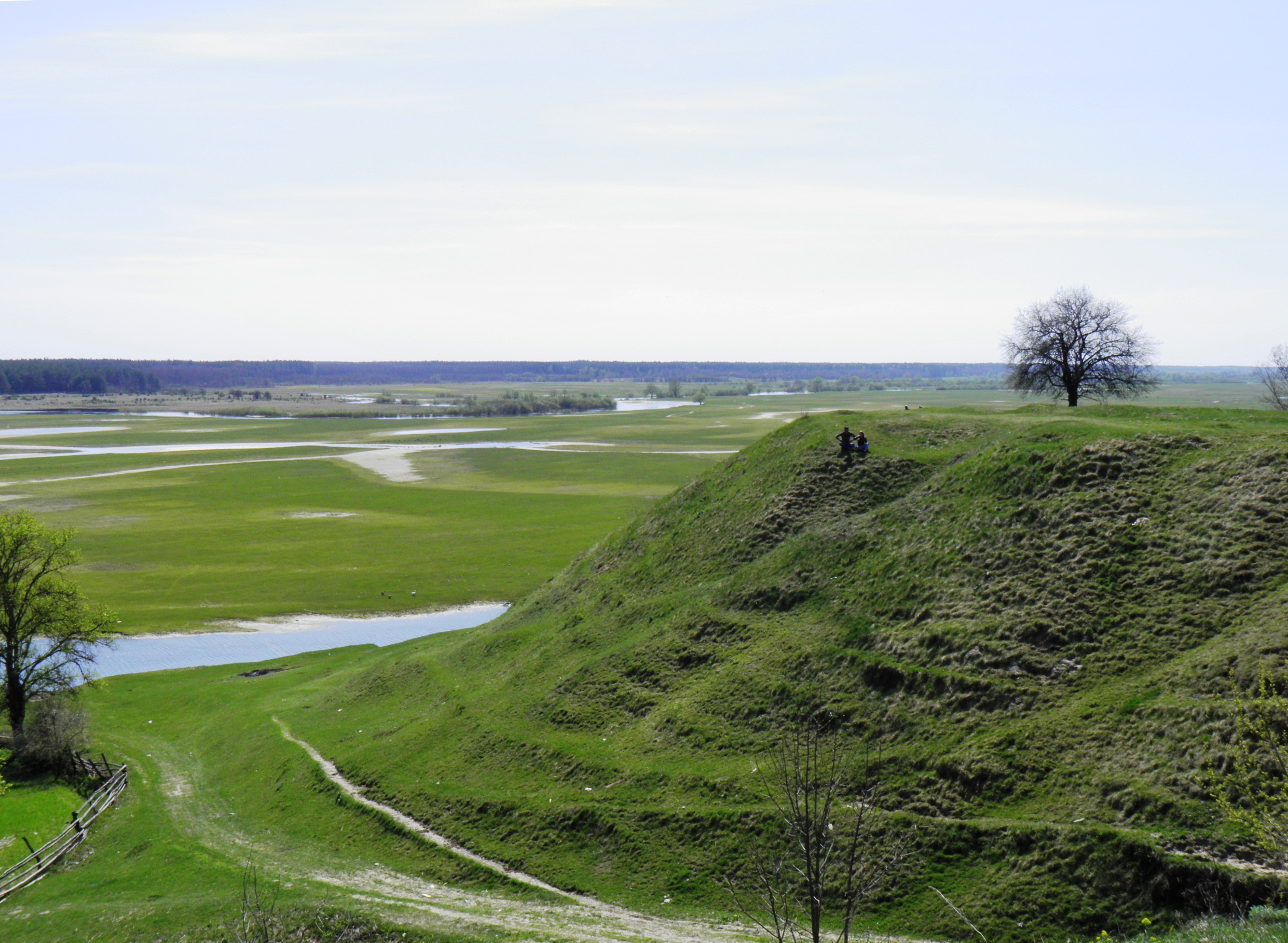
Современный вид на городище

Судя по археологическому материалу, укрепления в Черторыйске были возведены в конце XI века. В северо-западной части городища близ вала в 1291—1292 годах была построена круглая кирпичная башня диаметром 13,6 м, которую относят к башням волынского типа и которая по своим параметрам очень походила на сохранившуюся Каменецкую башню. Она позволяла простреливать наиболее опасный напольный участок крепости. Культурный слой глубиной более метра насыщен обломками древнерусской (XII—XIII веков) и более поздней (XIV—XV веков) гончарной посуды.
Древнее городище в Старом Чарторыйске является сегодня памятником археологии №220.